# Ramon Chormann
Ramon Chormann (* 1972 in Bischheim, Rheinland-Pfalz) ist ein deutscher Kabarettist und Musiker, der durch seine Auftritte bei der Mainzer Fastnacht bekannt wurde. Seit einigen Jahren bespielt er zwei eigene Theater, in Kirchheimbolanden und in Mainz.

## Leben

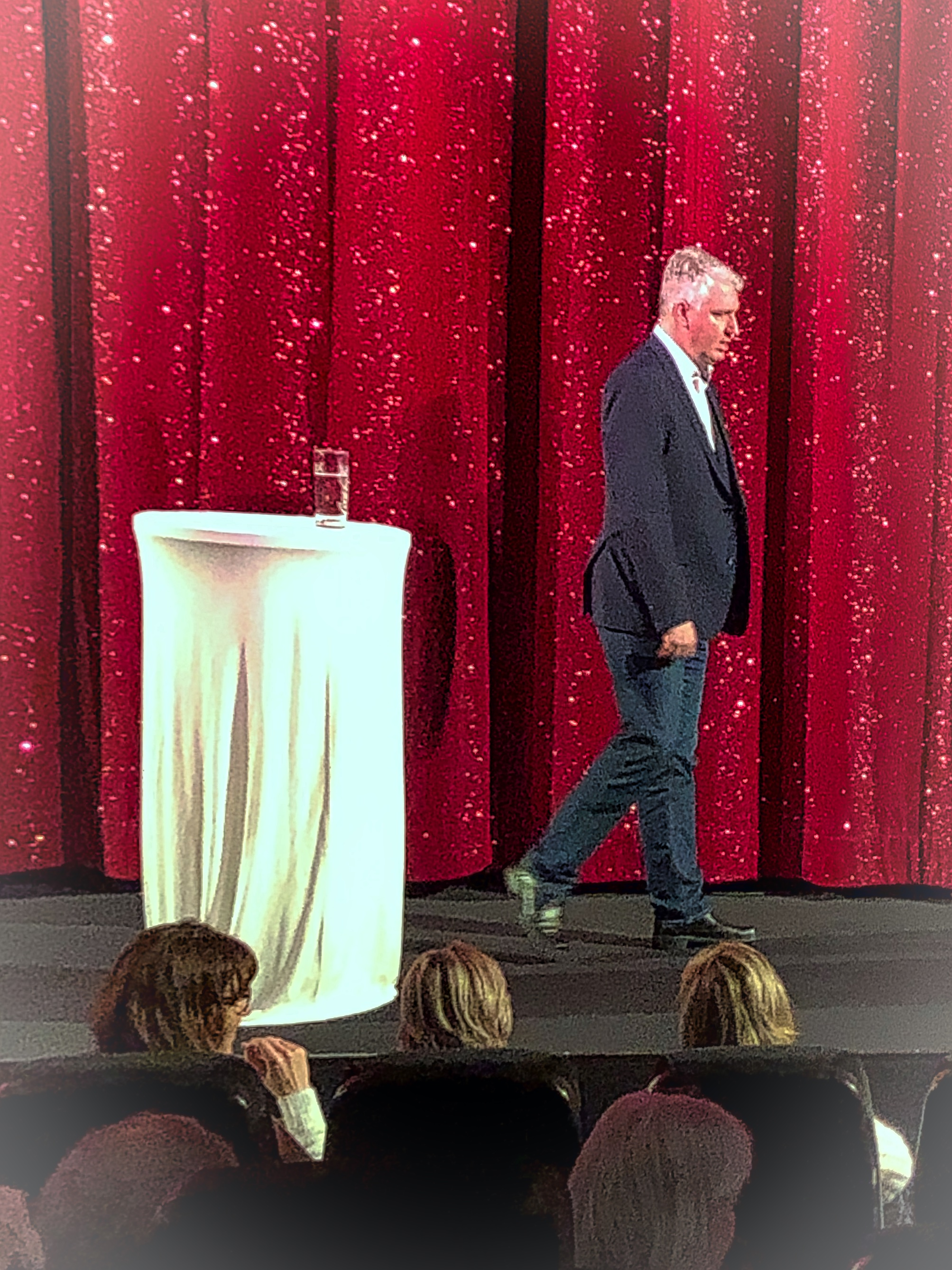
Ramon Chormann, 2022

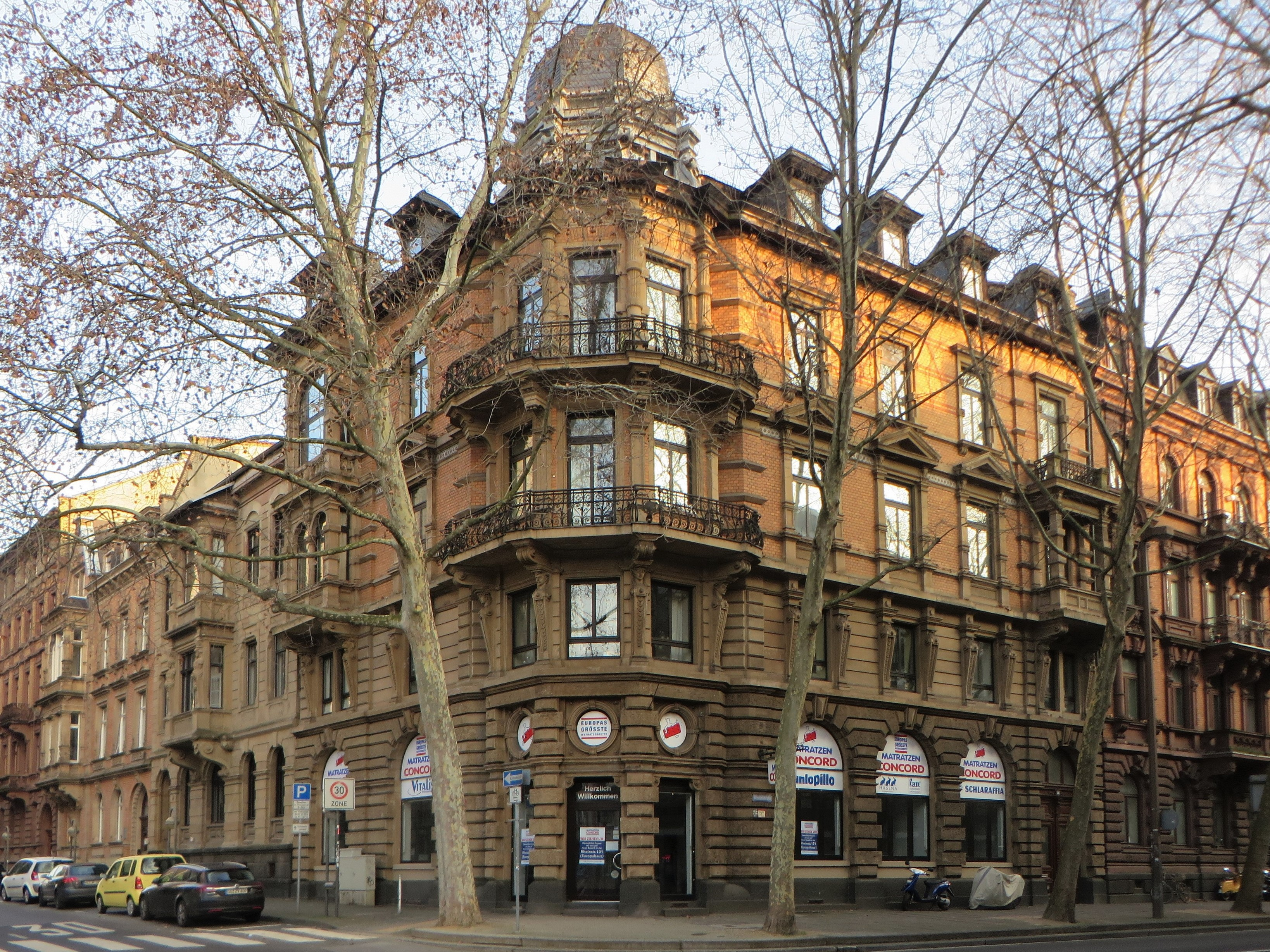
Rheinstrasse 48 in Mainz; das neue Theater wurde in den Räumen des ehemaligen Matratzengeschäfts im Erdgeschoss eröffnet

Chormanns Karriere bei der Mainzer Fastnacht begann 2006 bei einer Bohnebeitelsitzung, bei der er sich als „Neuling aus dem Publikum“ vorstellte. Von 2006 bis 2010 war er fester Bestandteil der Fastnachtssitzung. Bei den Bohnebeitelsitzungen trat Chormann häufig auch als Sidekick in den Auftritten von Heinz Meller auf. Chormann beendete die Mitgliedschaft beim Mombacher Karneval aufgrund persönlicher Differenzen.
Seit 2009 tritt er in der Fernsehsitzungen „Mainz bleibt Mainz“ auf. Außerdem tritt er seither auch mit verschiedenen Soloprogrammen auf.
Am 15. Mai 2015 eröffnete Chormann sein erstes eigenes Theater in einem alten Schüttgutlager in Kirchheimbolanden. Ein weiteres Theater wurde am 2. Februar 2017 unter seinem Namen in Mainz eröffnet.
Seine Vorträge werden immer in Pfälzer Mundart vorgetragen. Aktuell tritt er mit seinem 10. Bühnenprogramm „Lauter Experte!“ auf.

## Diskografie
Von Chormann sind mehrere CDs erschienen:
- SWR 4-Des Isses Jo!
- De Pälzer bei SWR4
- Schnuudemaacher
- Hausmacher mit Senf
- Hausmacher mit Senf und Gummer
- Geh heim Agent